# The Walt Disney Company France
The Walt Disney Company France est la filiale de la Walt Disney Company en France qui détient et gère les productions Disney pour le marché français. La société Disney a été créée aux États-Unis en 1923 par Walt Disney et dès 1929, elle met un pied en France. C'est Mickey Mouse, né en 1928, qui s'établit comme l'ambassadeur de la société en étant publié dans les quotidiens.

## Historique

### Les premiers pas
Les premières traces des œuvres de Walt Disney en France remontent au 8 novembre 1929, date de la première apparition de Mickey sur les écrans français dans le cinéma Marivaux-Pathé dans le 2e arrondissement à Paris dans le court métrage Mickey virtuose évoquant le court métrage The Opry House (L'Opéra). L'hebdomadaire du cinéma Pour vous évoquent dans plusieurs articles le court métrage The Opry House (L'Opéra) réalisé par Ub Iwerks,. Plusieurs courts métrages d'animation de Mickey Mouse sont annoncés dans l'édition du 28 novembre 1929 au cinéma Marivaux-Pathé et L'Impérial-Pathé comme When the Cat's Away, Champ de bataille (The Barnyard Battle) et Mickey laboureur (The Plow Boy). Le 31 janvier 1930, le court métrage La Danse macabre de la série Silly Symphonies sort sur les écrans français. La semaine suivante, il sera à l'affiche du cinéma le Moulin-rouge dans le 18e arrondissement à Paris.
En 1930, Paul Winkler, responsable de l'agence de presse Opera Mundi, propose la publication des aventures de Mickey Mouse aux journaux français. Le quotidien Le Petit Parisien accepte et annonce aux lecteurs la diffusion du jeune héros le lundi 6 octobre 1930. C'est le lendemain qu'on verra les premières case des aventures de Mickey. En 1931, Hachette s'associe à Opera Mundi pour publier les recueils des parutions intitulés Les Aventures de Mickey.
En 1933, Paul Winker poursuit son utilisation du personnage de Mickey dans la presse et obtient de Walt Disney la création d'un magazine entièrement dévolu à la souris Le Journal de Mickey dont le premier numéro paraît l'année suivante le 21 octobre 1934. En juillet 1934, la filiale Mickey Mouse SA est fondée à Paris pour le marché français.
Le 4 mai 1938, le long métrage Blanche-Neige et les Sept Nains sort sur les écrans français. La Seconde Guerre mondiale arrête les débuts de Disney en France mais aussi en Europe. Les revenus des droits afférents aux productions sont bloqués en Europe et Disney ne peut pas y proposer de nouveaux films ou produits dérivés.

### L'après-guerre
À la fin de la guerre, Disney est obligé de redémarrer de quasiment rien en Europe. Armand Bigle, qui avait rejoint Paul Winkler à Bruxelles, pour gérer Opera Mundi et International News Service, rencontre, Walt et Roy Disney qui lui propose de s'occuper des activités commerciales du Studio en Europe. Avec Winkler, il relance le Journal de Mickey en France et les activités "Merchandising", depuis son appartement de la rue Galilée à Paris. Armand Bigle, signe avec  Didier Fouret (1927-1989), directeur d'Hachette, la licence "publishing" Disney dès 1950. Didier Fouret dirigera et supervisera les activités Disney chez Hachette. Il deviendra  Disney Legends à titre posthume en 1997. Sous l'impulsion d'Armand Bigle, les premières licences en dehors de l'Édition précitée  sont rapidement signées, dans le domaine de la musique, avec  Lucien Adès en 1952 ("Le Petit Ménestrel") , la première licence d'exploitation de disques en créant ensemble les "Livres-Disques". Jimmy Johnson alors président de la Division Music, précise que ce type d'offre n'a été proposé aux États-Unis que plusieurs années plus tard et fut un succès phénoménal.Pour le cinéma à domicile Disney, avec Henri Filipacchi (le père de Daniel Filipacchi) et Jean Peche c'est la signature du "Cinéma à Domicile Disney avec Film Office. Dès le début de la télévision en France, des partenariats seront signés avec la RTF et l'ORTF et les grands pionniers de la télévision française comme Jean Nohain, Pierre Sabbagh, Pierre Tchernia, Raymond Marcillac, Guy Lux, Jacques Martin, Michel Drucker et bien d'autres....
Disney lance avec le Journal de Mickey et Radio Luxembourg, le Journal de Mickey - Radio Illustrée, chaque Jeudi présenté par le Rédacteur en chef du Journal Raymond Calamme.
Des émissions de télévision comme L'Ami Public Numéro1 présenté par Pierre Tchernia et ensuite Disney Dimanche resteront à l'antenne pendant des années, puis viendront Salut Les Mickey sur TF1 et le célèbre Disney Channel sur FR3 qui obtiendra le 7 d'Or. Dans le domaine des variétés, Walt Disney Productions France collaborera avec Eddie Barclay, Lucien Maurice, Edith Piaf, Maurice Chevalier, Henri Salvador, Annie Cordy, Chantal Goya et Jean-Jacques Debout, Dorothée, Douchka et bien d'autres artistes français qui participeront à Salut Les Mickey comme Michel Berger, Jane Birkin, Sacha Distel, Lio, Charlotte de Turckheim, etc. Dans le domaine de la Grande Distribution, Walt Disney Productions France sera le premier partenaire du Groupe Euromarché dans les années 1970. Dans les années 1980, Walt Disney Productions France lancera la mode "Mickey" pour adulte avec de grands créateurs et de nombreuses licences textiles seront signées et auront beaucoup de succès auprès des consommateurs.
Au niveau cinématographique, la « reconquête » se fait en utilisant les intérêts bloqués au Royaume-Uni pour produire en Angleterre des films dont L'Île au trésor (1950) puis Vingt Mille Lieues sous les mers (1954). La filiale francophone est réorganisée en 1951 depuis Bruxelles sous la direction d'Armand Bigle (en Belgique) où Disney possédait l'un de ses deux sièges européens (avec Londres). En 1949, Armand Bigle installe les nouvelles activités de Disney au 23 rue Galilée à Paris 16, quelques années plus tard, il rejoint les bureaux de Disney films au 52 Avenue des Champs-Élysées. Disney Films étaient distribués à cette époque par la RKO dans le monde entier, et progressivement organisait sa propre distribution avec des partenaires, comme les frères Joe et Sammy Siritsky avec Athos Films.
Le Journal de Mickey profite de ce renouveau pour lancer le 1er juin 1952 par Armand Bigle, une nouvelle formule, inspirée du Mickey Magazine Belge, au format magazine et contenant des pages en couleur. Les plages de France voient aussi l'ouverture des Clubs Mickey sponsorisé par le magazine et animée par Marie-Jeanne.  Le succès est énorme, et Le Journal de Mickey tire à des centaines de milliers d'exemplaires aux côtés de ses concurrents, Le Journal de Tintin et Spirou.

### Les années 1970 et 1980
Durant les années 1970 et 1980, l'entreprise multiplie les publications (Super Picsou Géant, Picsou Magazine) tout en présentant régulièrement ses films au cinéma.
À partir des années 1980, sous la direction de Dominique Bigle le fils d'Armand Bigle, Disney prend une place plus marquante dans les médias. Disney apparaît sur la télévision devenu courante dans les foyers français :
- Le Disney Channel diffusé sur FR3 du 26 janvier 1985 au 31 décembre 1988 (7 d'Or) série présenté par l'acteur Jean Rochefort.
- Disney Dimanche sur Antenne 2.
- Salut Les Mickey sur TF1.
- Disney Parade diffusé sur TF1 de 1990 à 1998.

Les années 1980 marqueront également le lancement de Walt Disney Home Video qui depuis le bureau de Paris couvrira la commercialisation des vidéocassettes Disneys sur plus de 23 territoires Européens.
C'est en France que les films Disney seront vendus en exclusivité et pour la première fois à Canal+, chaine payante naissante.
À partir de janvier 1984, Disney reprend son projet entamé, dans les années 1970, de construire un parc Disney en Europe. Le projet prend plus d'ampleur après la nomination de Michael Eisner à la tête de Disney. Et en 1985, la presse française en fait écho.
Le projet prend une réelle d'envergure avec la signature en 1987 de la Convention pour la création et l'exploitation d'Euro Disneyland en France, un contrat entre Euro Disney SCA et l'État français prévoyant la construction du domaine d'Euro Disney Resort.

### Les années 1990
Le début des années 1990, marque un âge d'or pour Disney que ce soit en France ou dans le monde. Les projets lancés à la fin de la décennie précédente portent leurs fruits et Disney profite de ces bénéfices pour se lancer dans de nombreux investissements et projets qui renforcent au niveau du public un sentiment de « Disneylisation » à outrance subie.
Les films de Disney sont tous des succès en France comme mondiaux : La Petite Sirène (sorti fin 1989), Bernard et Bianca au pays des kangourous (1990), La Belle et la Bête (1991), Aladdin (1992) et Le Roi lion (1994), considéré comme le dessin animé le plus rentable de Disney.
En 1991, Disney créée une antenne française de Buena Vista Home Entertainment, une filiale commune avec Hachette (Disney Hachette Presse) pour la diffusion de plus de 12 titres de presse.
En 1992, le parc Euro Disneyland ouvre ses portes à proximité de Paris.

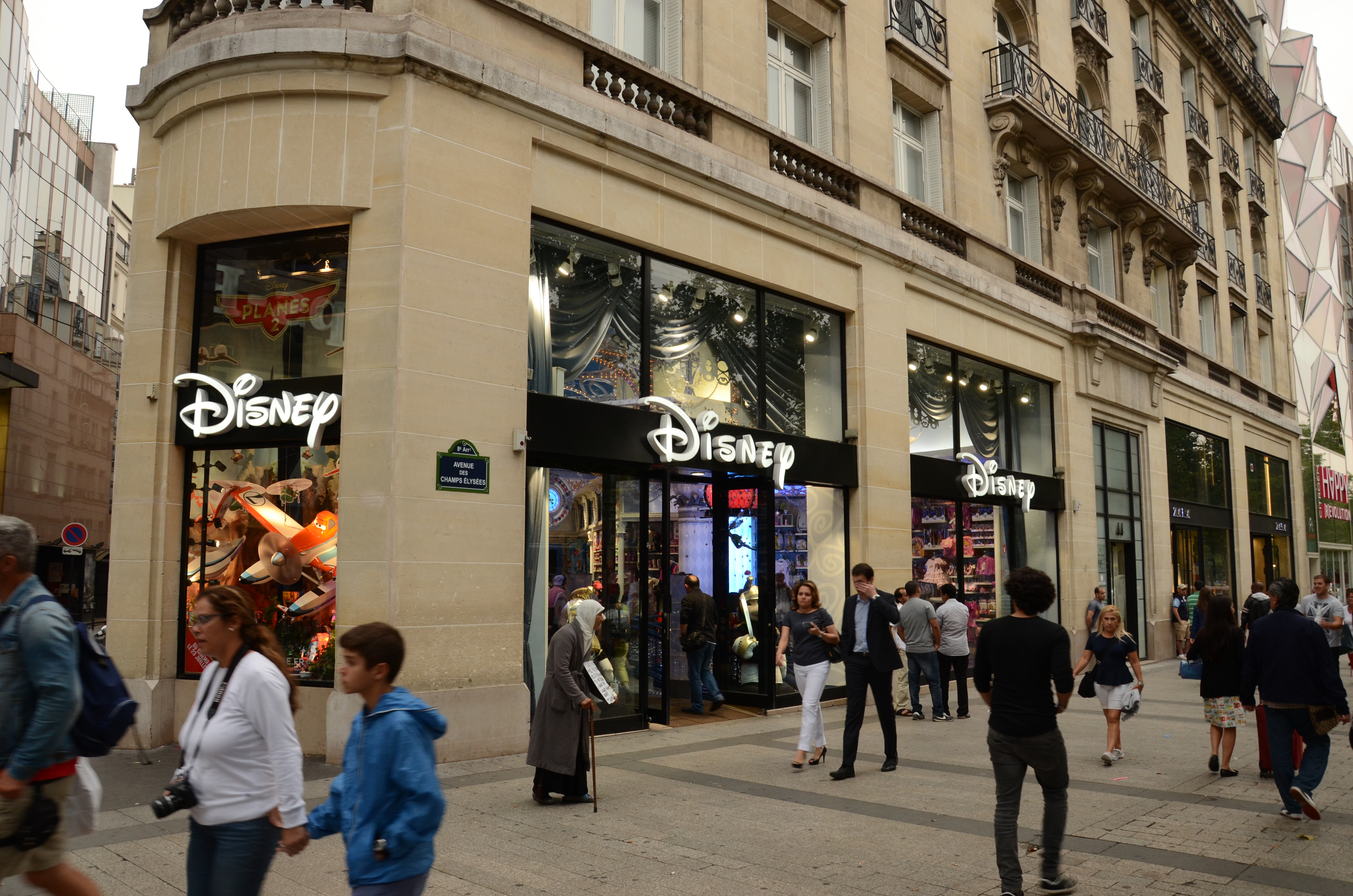
La Disney Store des Champs-Élysées en 2014.

En 1993, Disney crée une filiale commune avec Gaumont pour la distribution de ses films : Gaumont Buena Vista International. Elle ouvre une Disney Store sur l'Avenue des Champs-Élysées. Le siège de Disney France déménage aussi à cette période au 54 Avenue Montaigne.
La deuxième moitié des années 1990 est marquée par une récession de Disney due entre autres aux problèmes financiers d'Euro Disney SCA avec comme point culminant le renommage fin 1994 du parc en Parc Disneyland. Le lourd investissement dans ABC suivi des investissements dans l'internet ne permettent pas à Disney de se lancer dans des projets novateurs. Les projets sont très souvent lancés depuis le siège de Disney en Californie, les entités nationales n'ayant que peu de pouvoir décisionnel.
Disney Channel est lancée en France en mars 1997, disponible en option sur Canalsatellite.
Le 23 juillet 1996, The Walt Disney Company signe un contrat de distribution avec le Studio Ghibli. En France, les films seront distribués au cinéma via Gaumont Buena Vista International, puis, quand le GIE sera dissous dans le courant de l'année 2004, via Buena Vista International. Le premier film de ce contrat à être sorti sur les écrans français sera Princesse Mononoké, le 12 juin 2000.

### Les années 2000
La bulle Internet (paroxysme en 2000-2001) rend l'entreprise Disney très fragile et ce n'est qu'à partir de 2002 qu'elle reprend ses investissements.
Ouverture du Parc Walt Disney Studios le 16 mars 2002.
La chaîne Disney Channel France est devenu le 2 novembre 2002 un bouquet optionnel de 4 chaînes : Disney Channel, Disney Channel +1 (diffusé avec une heure de décalage), Playhouse Disney pour les plus jeunes et Toon Disney
En février 2004, Disney renomme la chaîne Fox Kids en Jetix.
En 2005, Gaumont cède ses parts dans le GIE Gaumont Buena Vista International à Buena Vista International France, mettant ainsi un terme à ce dernier.
En février 2007, la diffusion de la chaîne Disney Cinemagic est annoncée pour le mois d'avril sur le réseau satellite français. Le 23 mai 2007, Disney Télévision France annonce le lancement de Disney Cinemagic, Disney Cinemagic +1 et un service de vidéo à la demande sur Canalsat,. Le 23 octobre 2007, le Conseil supérieur de l'audiovisuel a épinglé les différentes chaînes de Disney en France pour leur programmation en 2006. Le CSA alerte Playhouse Disney sur l'absence d'investissement dans la production audiovisuelle globale, d'expression française et indépendante. Pour Disney Channel, le CSA met en garde la chaîne pour son absence d'investissements dans la production individuelle indépendante et la met en demeure concernant ses quotas de diffusion aux heures de grande écoute.
Le 13 juillet 2009, Disney-ABC-ESPN Television et NRJ 12 annonce un accord de diffusion des exclusivités de Disney Channel France sur la chaine NRJ12 à partir du 24 août 2009. NRJ 12 diffusera en exclusivité hertzienne les séries produites par Walt Disney Television et pourra rediffuser les séries existantes après diffusion sur les chaînes Disney telles  La Vie de palace de Zack et Cody, Les Sorciers de Waverly Place et Sonny.

### Les années 2010
Le 1er juin 2010, Glénat annonce la publication en bande dessinée des œuvres complètes de Mickey Mouse et Donald Duck en 2011 et 2012 ainsi que de nouvelles histoires.
Le 5 octobre 2010, Disney France et Vidéo Futur signent un accord de distribution en vidéo à la demande.
Le 1er avril 2011, Disney Channel et sa déclinaison Disney Channel +1 sont désormais disponibles gratuitement sur tous les bouquets ADSL français,,, suivant l'exemple de Disney Channel Espagne en 2008. Le 4 avril 2011, Disney et Free lancent en France Disneytek et ABCtek deux services de vidéos à la demande,.
Le 26 avril 2012, Disney lance une chaîne Disneynature TV sur le bouquet d'Orange. Le 27 octobre 2012, le groupe Fnac annonce l'ouverture de 50 espaces Disney dans ses magasins.
Le 25 septembre 2013, Le Figaro annonce le début de l'adaptation française de la comédie musicale La Belle et la Bête le 24 octobre 2013 au Théâtre Mogador produite par Disney France et Stage Entertainment.
Le 28 avril 2014, Nicolas Roux, responsable français de Disneymedia+, annonce que les régies publicitaires des chaînes françaises gérées par TF1 Publicité seront gérées à compter du 1er juillet directement par cette entité européenne. Le 3 juin 2014, Disney et Deezer lancent en France un espace de téléchargement des musiques de films du studio. Le 6 octobre 2014, The Walt Disney Company annonce une recapitalisation et un renforcement de sa participation dans Euro Disney pour un montant d'environ 1 milliard d'euros, dont 420 millions en liquidité, et 600 millions par échange de dette.
Le 28 avril 2015, Canalsat annonce une nouvelle chaîne Disney nommée Disney Cinema, qui commença sa diffusion le 8 mai. Le 20 août 2015, Disney Channel Pop Pick Play est lancé en exclusivité sur la TV d'Orange dans le bouquet Famille Max, il remplace également Disney Channel Avant-Première qui lui était disponible chez tous les FAI et Numericable. Le 31 août 2015, Orange signe un contrat avec Disney pour un service de VOD nommé Disney Pop Pick Play . Le 14 décembre 2015, Disney et Canal+ signent un contrat rendant les chaînes Disney Junior, Disney XD et Disney Cinema ainsi que Disney English des services exclusifs de Canalsat,. Le 17 décembre 2015, SFR lance le service de vidéo et jeux vidéo à la demande Disney Channel Pop Pick Play,.
Le 26 août 2016, France Télévisions signe un contrat pluriannuel avec Disney France pour la diffusion de séries Disney pour la jeunesse sur France 3 et France 5, contrat précédemment détenu depuis 2010 par M6 pour l'émission Disney Kid Club. Le 14 octobre 2016, le distributeur français Malavida Films a restauré et regroupé plusieurs des Alice Comedies non protégés par un copyright dans un moyen métrage présenté au Festival Lumière 2016 à Lyon avant de distribuer en salles.
Le 29 novembre 2018, des décisions de justice du mois de novembre indiquent que les bureaux de la Walt Disney Company France à Paris ont été perquisitionnés le 5 octobre 2017 dans le cadre d'une enquête sur une possible dissimulation de revenus et donc de taxes impayées au travers d'une licence payée par Disneyland Paris à la société européenne Disney Limited basée au Royaume-Uni,.
Le 26 mars 2019, Jean-François Camilleri annonce son départ du poste de président de Disney France puis le lendemain 27 mars 2019, Hélène Etzi est nommée présidente.

### Les années 2020
Le 28 février 2020, Canal+ confirme l'arrêt des chaînes Disney Cinema et Disney XD au 31 mars 2020, remplacées par le service de vidéo à la demande Disney+. 
Cependant, à la suite du report du lancement de Disney+, la chaine continuera d'émettre en France jusqu’au 7 avril 2020. En France d'outre-mer et en Afrique, la chaîne est restée diffusée en attendant le lancement de Disney+ sur le territoire.
2020 voit aussi la fin du contrat de distribution entre Disney et le Studio Ghibli. Le 2 septembre 2020, Wild Bunch est annoncé comme nouveau distributeur du catalogue du studio.
Disney Cinema et Disney XD cessent définitivement leur diffusion le 1er mai 2020. La chaîne et le service Disney+ ont été lancés aux Caraïbes, Polynésie française et Nouvelle-Calédonie le 2 octobre 2020.
À la suite du non-renouvellement du contrat entre Disney et Canal+, les chaînes du groupe (Disney Channel, Disney Channel +1, Disney Jr., National Geographic et National Geographic Wild) cessent d'être distribuées sur Canal+ à compter du 31 décembre 2024. Les chaînes Disney Channel et National Geographic sont reprises par Free et Orange en France dans les bouquets de base dès le 1er janvier 2025 Disney Jr. et National Geographic Wild restent cependant distribuées en Belgique, au Luxembourg et en Suisse.

## Thématique
La société Disney possède plusieurs sociétés en France :
- une filiale française nommée The Walt Disney Company (France)
- Disney Store France
- Euro Disney

### Cinéma
- Walt Disney Studios Motion Pictures International France, distribution cinématographique (ex-Buena Vista International France)
  - entre 1993 et 2004, la société était associée à Gaumont sous le nom Gaumont Buena Vista International
- le label cinématographique Disneynature
- Walt Disney Animation France, studio de production de film d'animation (1989-2003)

### Parcs à thèmes et domaine de loisirs
Euro Disney est la société possédant et exploitant au travers plusieurs filiales le complexe de loisirs Disneyland Paris.
De 1992 à 2014, la société américaine The Walt Disney Company possédait 39,9 % d'Euro Disney. En 2015, à la faveur d'une recapitalisation, Disney passe à 72 % puis à la suite d'une OPA finalisée en juin 2017, Disney possède 97 % d'Euro Disney et retire l'action de la bourse.
- Disneyland Paris
  - Parc Disneyland
  - Parc Walt Disney Studios
  - Disney Village

### Télévision

#### Les émissions et blocs de programmes
- L'Ami public numéro un sur Première chaîne de l'ORTF puis TF1 (1961-1978)
- SVP Disney sur Deuxième chaîne de l'ORTF puis Antenne 2 (1964-1987)
- Disney Dimanche sur Antenne 2 (1981-1986)
- Salut les Mickey sur TF1 (1983)
- Le Disney Channel sur FR3 (1985-1988)
- Spécial Disney sur TF1 (1989-1990)
- Disney Parade sur TF1 (1989-1998)
- Disney Club sur TF1 (1990-1998)
- Disney : une soirée au cinéma sur La Cinq (1991-1992)
- Pluto Dingo sur TF1 (1996-1999)
- Club Disney sur TF1 (1999-2006)
- Disney Kid sur M6 (1999-2002)
- Disney Break sur NRJ 12 du 24 août 2009 à 2012.
- Disney Kid Club sur M6 du 3 janvier 2010 au 1er juillet 2016

#### Les chaînes
Chaînes actuelles
| Logo | Chaîne                   | Date de création  |
| ---- | ------------------------ | ----------------- |
|      | Disney Channel           | 22 mars 1997      |
|      | Disney Channel +1        | 2 novembre 2002   |
|      | Disney Jr.               | 2 novembre 2002   |
|      | National Geographic      | 22 septembre 2001 |
|      | National Geographic Wild | 9 septembre 2008  |
|      | Baby TV                  | 4 décembre 2003   |

Chaînes disparues
| Logo | Chaîne              | Date de création | Date de disparition | Remplacé par     |
| ---- | ------------------- | ---------------- | ------------------- | ---------------- |
|      | Voyage              | 31 mai 1996      | 31 décembre 2020    |                  |
|      | Toon Disney         | 2 novembre 2002  | 4 septembre 2007    | Disney Cinemagic |
|      | Jetix               | 28 août 2004     | 1er avril 2009      | Disney XD        |
|      | Disney Cinemagic    | 4 septembre 2007 | 8 mai 2015          | Disney Cinema    |
|      | Disney Cinemagic +1 | 4 septembre 2007 | 8 mai 2015          |                  |
|      | Disney XD           | 1er avril 2009   | 1er mai 2020        |                  |
|      | Disney Cinema       | 8 mai 2015       | 1er mai 2020        |                  |
|      | ESPN Classic Sport  | 4 mars 2002      | 31 juillet 2013     |                  |
|      | ESPN America        | novembre 2006    | 31 juillet 2013     |                  |

#### Les services
Actuels
| Logo | Service    | Date de création |
| ---- | ---------- | ---------------- |
|      | Disney+    | 7 avril 2020     |
|      | Disney Tek | 1er avril 2011   |

Anciens
| Logo | Service                       | Date de création | Date de disparition |
| ---- | ----------------------------- | ---------------- | ------------------- |
|      | Disney Channel Avant-Première | 1er avril 2011   | 20 août 2015        |
|      | Disney Channel Pop Pick Play  | 20 août 2015     | 2018                |
|      | Disney Channel Pop Pick       | 2017             | 31 mars 2020        |
|      | Disneynature TV               | 2012             | 2018                |
|      | Disney English                | 2015             | 31 mars 2020        |
|      | Holà Disney                   | 2017             | 31 mars 2020        |
|      | ABCtek                        | 1er avril 2011   | 2022                |
|      | Fox Play                      | 27 juin 2017     | 31 décembre 2020    |

### Musique
- Lucien Adès et livres-disques Disney de 1953 à 1988
- Disney en Concert depuis 2018 en France

### Presse

#### Bandes dessinées
Intégrales chez Glénat
- La Dynastie Donald Duck de Carl Barks chez Glénat (24 tomes)
- L'âge d'or de Mickey Mouse de Floyd Gottfredson chez Glénat (12 tomes)
- L'intégrale de Don Rosa de Don Rosa chez Glénat (7 tomes)

Collection Disney by Glénat
- Une mystérieuse mélodie de Cosey[53].
- Mickey's Craziest Adventures de Nicolas Keramidas et Lewis Trondheim
- un album signé Tébo
- un album signé Régis Loisel

#### Publications régulières
Voir aussi Unique Heritage Entertainment (ex-Disney Hachette Presse).
| Nom du magazine                                      | Éditeur                | État de parution | Année début | Année fin | Rythme parution     |
| ---------------------------------------------------- | ---------------------- | ---------------- | ----------- | --------- | ------------------- |
| Mickey Hachette interrompue de 1948 à 1950           | Hachette               | arrêté           | 1931        | 1954      |                     |
| Albums Walt Disney                                   |                        | arrêté           | 1934        | 1950      |                     |
| Le Journal de Mickey                                 |                        | en cours         | 1934        |           | hebdomadaire        |
| Hardi présente Donald                                |                        | arrêté           | 1947        | 1953      |                     |
| Les Belles Histoires de Walt Disney                  |                        | arrêté           | 1948        | 1954      |                     |
| Mickey Hachette Série reprise sous son ancien format | Hachette               | arrêté           | 1948        | 1950      |                     |
| Albums roses Hachette                                |                        | arrêté           | 1950        | 1951      |                     |
| Belles histoires Walt Disney                         | Colbert                | arrêté           | 1956        | 1956      | 2 numéros           |
| Almanach du Journal de Mickey                        |                        | arrêté           | 1957        | 1986      |                     |
| Mickey Parade (première série)                       | Edi-Monde              | arrêté           | 1966        | 1979      | mensuel             |
| Mickey à travers les siècles                         |                        | arrêté           | 1970        | 1972      |                     |
| Bandes dessinées Walt Disney                         | Édi-Monde              | arrêté           | 1972        | 1978      | trimestre (20 N°)   |
| Picsou Magazine                                      | Disney Hachette Presse | en cours         | 1972        |           | mensuel             |
| Grands albums blancs                                 |                        | arrêté           | 1973        | 1987      |                     |
| Super Picsou Géant (ancienne série)                  |                        | arrêté           | 1977        | 1982      |                     |
| Castors Juniors Magazine                             | Edi-Monde              | arrêté           | 1978        | 1981      | mensuel (37 N°)     |
| Spécial Mickey Géant                                 |                        | arrêté           | 1979        | 1986      |                     |
| Mickey explore le temps                              |                        | hors-série       | 1980        |           |                     |
| Mickey Parade (seconde série)                        | Disney Hachette Presse | en cours         | 1980        |           |                     |
| Pinocchio Magazine                                   |                        | arrêté           | 1980        | 1981      |                     |
| L'intégrale de Mickey                                | Dargaud                | arrêté           | 1981        | 1984      |                     |
| Donald Magazine                                      |                        | arrêté           | 1982        | 1990      |                     |
| Mickey Jeux                                          |                        | en cours         | 1982        |           |                     |
| Albums Dargaud                                       | Dargaud                | arrêté           | 1980        | 1983      | trimestriel (16 N°) |
| Super Picsou Géant                                   | Disney Hachette Presse | en cours         | 1983        |           |                     |
| Happy Birthday Mickey !                              |                        | hors-série       | 1985        |           |                     |
| Basil détective privé                                |                        | hors-série       | 1986        |           |                     |
| Disney Channel                                       |                        | hors-série       | 1986        |           |                     |
| Collection l'âge d'or de Mickey                      |                        | arrêté           | 1987        | 1988      |                     |
| Hiawatha                                             |                        | hors-série       | 1987        |           |                     |
| Mystère à Mickeyville                                |                        | hors-série       | 1991        |           |                     |
| Collection "Hors Collection"                         |                        | arrêté           | 1992        | 1998      |                     |
| Mickey Mystère                                       | Disney Hachette Presse | arrêté           | 1993        | 1996      |                     |
| Picsou Magazine hors-série                           |                        | arrêté           | 1995        | 1997      |                     |
| Les trésors de Mickey                                |                        | hors-série       | 1997        |           |                     |
| Disney-Planète                                       |                        | arrêté           | 2000        |           |                     |
| Albums Mickey Parade                                 |                        | arrêté           | ?           | ?         |                     |
| Albums Picsou Magazine                               |                        | arrêté           | ?           | ?         |                     |
| Bambi                                                |                        | en cours         | ?           |           |                     |
| Walt Disney Collection Mystère                       |                        | arrêté           | ?           | 2000      |                     |

## Ambassadrices
Il existe un programme d'ambassadeurs/ambassadrices qui représentent la société. Ce système existe aussi pour d'autres entités de Disney comme les parcs américains.
- Chantal Goya (1977-1981)
- Dorothée (1981-1984)
- Douchka Esposito (1984-1989)
- Anne Meson (1989-1994)
- Séverine Clair (1994-1997)
- Mélanie (1997-1998)

## Sources
- Disney en France présentation officielle
- (en) Disney Comics Worldwide pour la section presse